# Campeonato Norueguês de Futebol de 1983 — 1.ª Divisão Masculina
A Primeira divisão norueguesa masculina de 1983 começou em 24 de Abril e terminou em 9 de Outubro. O campeão foi o Vålerenga. 
Doze equipes disputaram o torneio em sistema de pontos corridos, com dois pontos atribuídos às vitórias, um aos empates e nenhum às derrotas. As equipes que terminaram o campeonato nas duas últimas posições foram automaticamente despromovidas, ao passo que a equipe que terminou na décima colocação disputou série de repescagem contra as duas equipes que terminaram na segunda posição de cada grupo da segunda divisão.